# Xylosma coriaceum
Xylosma coriaceum är en videväxtart som först beskrevs av Poiteau, och fick sitt nu gällande namn av August Wilhelm Eichler. Xylosma coriaceum ingår i släktet Xylosma och familjen videväxter. Inga underarter finns listade i Catalogue of Life.